# Club Deportivo San Antonio Bulo Bulo
O Club Deportivo San Antonio Bulo Bulo, mais conhecido como San Antonio Bulo Bulo, é um clube de futebol boliviano sediado na cidade de Entre Ríos, Cochabamba. Fundado em 31 de outubro de 1962, manda seus jogos no Estádio Dr. Carlos Villegas, com capacidade para 17 mil pessoas. O time compete na primeira divisão do Campeonato Boliviano, desde que conseguiu o acesso em 2023. Seu escudo foi inspirado no escudo da Seleção Brasileira.

## História
Fundado em 31 de outubro de 1962, o San Antonio Bulo Bulo obteve o seu primeiro título da terceira divisão boliviana (AFC Primera A) somente em 2021. Assim, apareceu pela primeira vez na Copa Simón Bolivar nesse ano, sendo eliminado nas quartas de final pelo García Agreda.
Depois de voltar a ganhar o título da Primera A em 2022, o clube se classificou para a Copa Simón Bolivar de 2023. Nessa edição o time chegou a final, enfrentando o GV San José, porém perdeu o título na disputa de pênaltes. Dessa forma, conquistaram o acesso a primeira divisão boliviana, pela primeira vez em sua história, depois de ganhar os play-offs de acesso/rebaixamento contra o Libertad Gran Mamoré.
Em sua primeira participação na primeira divisão, o San Antonio Bulo Bulo conseguiu chegar à final do torneio Apertura de 2024, após avançar como vice-líder do seu grupo e derrotar o Bolívar nas quartas-de-final e o Independiente Petrolero nas semifinais. Na série final, eles venceram o Universitario de Vinto por 3–2 no total, classificando-se assim para a final do campeonato no final da temporada, bem como para a fase de grupos da Copa Libertadores de 2025.

## Títulos
- Campeonato Boliviano (1º divisão)
  - Campeão (1): 2024 Apertura
- Cochabamba Primera A (3º divisão)
  - Campeão (1): 2021